# Starglider
Starglider è un videogioco simulatore di volo fantascientifico pubblicato nel 1986-1987 per i computer Amiga, Amstrad CPC, Amstrad PCW, Apple II, Atari ST, Commodore 64, Macintosh (incerto), MS-DOS e ZX Spectrum dalla Rainbird. Si pilota un'astronave sopra una superficie planetaria, con grafica vettoriale wireframe.
Fu seguito nel 1988 da Starglider 2, solo in parte per le stesse piattaforme.

## Trama
Come per altri giochi della Rainbird, la confezione di Starglider include un racconto cartaceo che descrive la trama. Il racconto, di 64 pagine in inglese, venne scritto dall'autore di fantascienza britannico James Follett e ha anche toni da commedia.
Nell'antefatto, il pacifico pianeta Novenia è difeso dai Sentinel, veicoli spaziali completamente automatizzati che controllano lo spazio circostante. L'efficacia dei Sentinel è tale che le forze militari sul pianeta stesso sono ormai quasi inesistenti. I Sentinel distruggono tutto ciò che si avvicina al pianeta, ma sono programmati per non nuocere agli starglider, una straordinaria specie di uccelli noveniani capaci di planare fino allo spazio. L'impero alieno degli Egron riesce a ingannare i Sentinel inviando una flotta, guidata dal comandante Hermann Kruud, di navi spaziali che imitano la forma degli starglider, compreso il battito delle ali. Nonostante l'enorme differenza di dimensioni con gli uccelli, la flotta riesce a passare indisturbata e a devastare Novenia, trasportandovi anche un'armata di terra. In una base sulla luna di Novenia, che gli Egron hanno ignorato, i tecnici Jaysan e Katra rimettono in funzione un AGAV (Airborne Ground Attack Vehicle - "veicolo d'attacco aria-terra"), piccola astronave militare ormai considerata un pezzo da museo, e partono per attaccare gli invasori.
Il gioco ha inizio con l'AGAV in volo sulla superficie del pianeta e rappresenta il combattimento contro gli Egron. Il racconto narra anche tutta la guerra fino alla battaglia finale contro la Starglider One, nave ammiraglia di Kruud.

## Modalità di gioco
Il giocatore pilota il velivolo AGAV con visuale in prima persona frontale, sorvolando il pianeta fino a quota limitata. L'esterno è rappresentato con grafica 3D vettoriale a poligoni wireframe (solo alcuni oggetti non sono del tutto trasparenti e hanno gli spigoli nascosti non visibili). Oltre ai nemici e ad alcune strutture di interesse non c'è praticamente alcun paesaggio, lo sfondo è nero e si utilizzano dei puntini per rappresentare il suolo piatto.
I controlli di base consistono nel muovere la barra di comando nelle quattro direzioni e variare la velocità. È possibile, in alcune versioni, accedere alla visuale dal retro del velivolo. Gli armamenti sono un laser quadruplo con carica limitata e una scorta di uno o due missili. Per i laser si usa un mirino che, almeno in alcune versioni, si può impostare come fisso al centro della visuale oppure mobile. Quando si spara un missile, la visuale cambia temporaneamente e diventa dal punto di vista del missile; il giocatore può quindi pilotare direttamente il missile, per una durata di pochi secondi.
Sotto la visuale si dispone di un quadro strumenti in normale grafica 2D. Esso comprende barre indicatrici di velocità, altitudine, energia dei motori, scudo difensivo, energia dei laser, un radar dell'area circostante, e altro. L'intera area di gioco è un quadrato suddiviso idealmente in una griglia 100x100 e il quadro strumenti dà anche la posizione attuale nelle coordinate di questa griglia.
I nemici sono di vari tipi: carri armati, trasporti corazzati, diversi velivoli, enormi robot bipedi di tipo Walker (in grado di piazzare postazioni lanciamissili) o Stomper (più potenti), mine, postazioni fisse, e gli Starglider a forma di uccelli, tra cui la più temibile ammiraglia Starglider One. Gli Walker, Stomper e Starglider sono vulnerabili solo ai missili. Per gli Starglider in particolare i missili devono colpire con molta precisione; quando se ne distrugge uno si passa a un livello più difficile, e il prossimo Starglider potrà richiedere più missili ed essere più armato.
Alcune versioni del gioco propongono occasionalmente missioni speciali con obiettivi particolari.
Sul territorio ci sono quattro depositi alleati, con la forma di blocchi rotanti con un'apertura di ingresso. Attraccando qui si possono ricaricare gli scudi difensivi, i laser e i missili, tuttavia il deposito ha un solo missile di scorta e lo riproduce ogni due minuti. Nei depositi si possono anche consultare informazioni su tutti i tipi di nemici.
Solo l'energia dei motori ha un sistema diverso e si ricarica volando attraverso certe aree delimitate da tre piloni, due affiancati e uno più lontano.

## Sviluppo
Starglider fu sviluppato originariamente dalla Argonaut Software, fondata nel 1982 dal sedicenne Jez San (Jeremy San). Nel 1984 San fu molto colpito dal videogioco arcade Star Wars e si mise in trattativa con l'Atari per ottenere i diritti di svilupparne le conversioni per computer. Quando l'Atari improvvisamente si tirò indietro, San modificò il gioco che aveva già iniziato a sviluppare, per renderlo più originale e soltanto ispirato a Star Wars, senza esserne una conversione. Iniziò a lavorare a una tecnologia 3D su un Apple Macintosh e realizzò lì il primo prototipo di Starglider, che poi convertì per Amiga e Atari ST quando uscirono. La versione Mac venne poi accantonata perché quel sistema non sembrava abbastanza un home computer. Nel complesso lo sviluppo durò tre anni.
San sviluppò anche, insieme a Foo Katan (Fouad Katan), la prima versione del sistema di sviluppo PDS (Programmers Development System), usato ad esempio per convertire Elite dal BBC Micro al C64, e fu proprio grazie a questo che si accordò con l'editore Rainbird. San avrebbe aiutato l'editore con il porting di Elite se si fossero accordati per la pubblicazione del suo Starglider.
Gary Sheinwald, responsabile del progetto presso Rainbird, collaborò direttamente con San, facendo il design dei livelli, le impostazioni di dettaglio del gameplay e la garanzia di qualità.
Sostanzialmente Starglider fu sviluppato da San nella propria abitazione, ma con molti contributi esterni, tra cui le musiche di David Lowe e i modelli 3D su carta di Paul Hibbard.
Il progetto fu tecnicamente ambizioso e innovativo, ad esempio per l'idea di cambiare la visuale sul punto di vista del missile appena lanciato; e fu il primo gioco per Atari ST a fare uso di suono campionato, usando un Roland Juno.
Jacqui Lyons, un'agente letteraria spostatasi al campo dei videogiochi, ebbe l'idea di includere il racconto di James Follett. L'editore aveva già sperimentato la cosa con successo con Elite. Follett scambiò anche idee con San ed ebbe modo di influenzare in parte il design del gioco con la sua storia.
San realizzò anche una versione appositamente modificata di Starglider che fu utilizzata all'interno del programma televisivo settimanale britannico Get Fresh, dove i concorrenti giocavano partite di tre minuti.
Il successo di Starglider portò considerevoli guadagni a San, ancora solo ventenne, e vennero investiti nella Argonaut, che ebbe modo di crescere con veri uffici e squadre di sviluppo.
Solo le versioni Amiga e Atari ST sono opera di Jez San e della Argonaut, ma la Rainbird volle ben presto produrre molte altre conversioni per altri computer, che vennero commissionate ad altre aziende britanniche, Realtime Games (Amstrad CPC e PCW, Spectrum, PC IBM) e Solid Image (C64 e Apple II). La Realtime iniziò lo sviluppo già circa tre mesi prima che fossero pronti gli originali Amiga e ST. La Bally Sente aveva in progetto una versione arcade basata sull'Amiga, ma non venne mai realizzata.
Nel 1990 la Argonaut lavorò a un sistema per realizzare grafica avanzata veloce sulla console NES, tramite hardware speciale interno alle cartucce. Fu realizzata e mostrata alla Nintendo una versione prototipo di Starglider per NES. La Nintendo ne fu colpita, ma dato che il NES era ormai di vecchia generazione, propose alla Argonaut di lavorare invece a una funzionalità analoga per il Super Nintendo, e da ciò nacque il microchip Super FX.

## Accoglienza
La maggior parte delle versioni di Starglider furono ben accolte.
La versione ZX Spectrum fu tra le più apprezzate, ricevendo tra l'altro il premio dei lettori della rivista Crash come miglior gioco e come gioco "stato dell'arte" del 1986.
La versione Commodore 64 fu invece più deludente, soprattutto perché piuttosto lenta nell'animazione; probabilmente ciò era dovuto agli inevitabili limiti della macchina per un programma di questo tipo. Alcune recensioni furono comunque molto buone anche in questo caso.